# Casa Aguilar
|  | Per a altres significats, vegeu «Casa Aguilar (Cardona)». |

La Casa Aguilar és un habitatge al centre de la ciutat de Solsona catalogat a l'Inventari del Patrimoni Arquitectònic Català. Es tracta d'un edifici civil a la banda esquerra de la Plaça Major, fent cantonada amb el carrer de Llobera (antigament de Josa). Consta de planta baixa i dos pisos. La façana sobre un esvelt porxo de pilars i bigues. Sota el porxo hi ha la porta principal, amb un gran arc de mig punt i adovellat, a la que s'hi accedeix per mitjà de tres graons de pedra picada. Damunt el porxo, unes grans balconades, i damunt les llindes unes arcades gòtiques, amb decoracions florals. Construcció: parament de pedres tallades i en filades. La part esquerra, feta malbé, s'ha reconstruït amb totxos. La façana del carrer Llobera està arrebossada. Es conserven al pis de la planta baixa diverses portes amb llinda decorada en relleus de pedra.

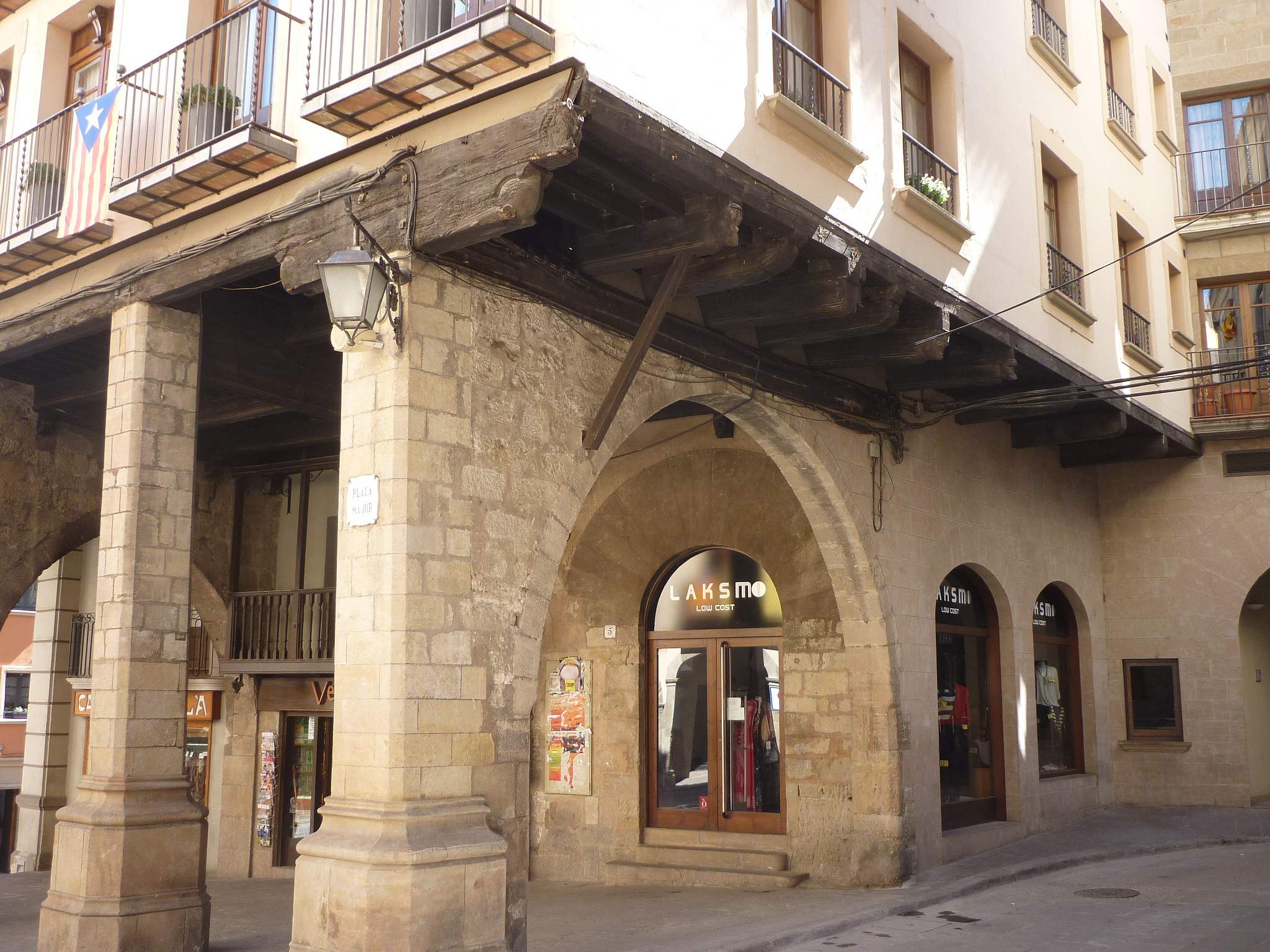
El Porxo

## Notícies històriques
En aquesta casa hi havien residit els Josa i els Rovira. Trobem els Josa establerts a Solsona l'any 1106, quan Ramon Josa era una de les més importants de la comarca. Consten com a propietaris de diversos alous en la zona d'Olius i Navès. Al segle xvi, els Josa s'entronquen amb els Rovira (senyors de Climens i Miraver), vivint les dues famílies a la casa Aguilar. El 16 de setembre de 1710, en l'oratori de la casa es casà per procura Francesc Portolà de Balaguer amb Teresa de Rovira i de Josa, dels quals va néixer Gaspar de Portolà, colonitzador de Califòrnia.